# 國際航空運輸協會
国际航空运输协会（英語：International Air Transport Association，缩写IATA）有别于国际民航组织（ICAO），它是全球航空公司的同業公會，也是非政府組織。290家航空公司成员分别来自近120个国家，其定期国际航班客运量约占全球的83%。国际航协支持航空公司活动，并提供制定行业政策和标准的意見。国际航协总部设在加拿大蒙特利尔，并在瑞士日内瓦设有行政办公室。

## 历史
国际航空运输协会于1945年4月成立于古巴哈瓦那。在成立之初，国际航协由31个国家的57家成员航空公司组成。其早期工作主要涉及技术方面，为新成立的国际民航组织（ICAO）提供行业洞见，详情可参见《芝加哥公约》附件，该国际公约至今仍规范着国际航空运输业务。
由于《芝加哥公约》无法解决航空公司航线分配问题，于是成千上万份的双边航空运输协定被签署，且至今仍有效。早期双边协定的基准是1946年美国和英国之间的《百慕大协定》（Bermuda Agreement）。
各国政府要求国际航空运输协会建立统一的票价结构，避免恶性竞争，确保消费者利益。第一届交通会议（Traffic Conference）于1947年在里约热内卢举行，达成约400项决议。
在接下来的几十年中，航空业迅速发展，国际航协的工作范围也相应扩展。面对休闲旅行需求的日益增长，国际航协调整协会的工作内容，积极响应航空业新动态。价格的灵活性日益重要，美国率先在1978年放宽管制。
近年来，作为航空运输业的代表，国际航协不断巩固自身地位，推出许多重要项目，并在发生破坏性的危机之后游说各国政府。尽管具有广泛影响力，国际航协仍只是一个行业机构，并无立法权。

## 安全
安全是国际航空运输协会的首要工作。国际航协安全审计认证（IOSA）是十分重要的行业安全审计工具，并被部分国家授权推行。未来改进将建立在数据共享基础上，数据库由全球安全信息中心（Global Safety Information Center）存储，其数据来源于全球资源。

## 安保
智能安保（Smart Security）项目旨在让旅客顺利通过安检站，尽量减少不便。它基于风险分配安全资源，并优化机场设施。

## 旅客体验
国际航空运输协会开展的很多项目旨在改善旅客体验。便捷旅行（Fast Travel）为旅客提供了越来越多的选择，旅客可按照全球标准和最佳实践安排他们的旅程。新分销能力（New Distribution Capability）使高階旅游购物者和直接通过航空公司网站订票的旅客获得同样的选择。

## 环境保护
- 从2009年－2020年，燃油效率年均提高1.5%
- 自2020年开始，制定航空业碳净排放量上限（碳中和增长）
- 到2050年，航空业碳净排放量比2005年的水平减少50%

## 服务
国际航空运输协会提供各种与航空业紧密相关的咨询和培训服务。国际航协对旅行专业人士进行旅行代理认证。获得全面认证的代理可代表所有国际航协成员航空公司售票。货运代理认证项目与之类似。

## 外部連結
- IATA官网 （页面存档备份，存于）